# Доэни, Дэниел
Дэниел Доэни (англ. Daniel Doheny) — канадский актёр.

## Биография
Дэниел Доэни родился и вырос в Ванкувере,Британская Колумбия, там же окончил среднеобразовательную школу им. Лорда Бинга в 2008 году. В 2008-2012 годах посещал театральную школу «Студия 58» (англ. Studio 58), где изучал актёрское мастерство.
Актёрскую карьеру Доэни начинал в комедийной труппе «HumanTown», в составе которой в 2014 году победил на юмористическом конкурсе скетчей, устроенном Canadian Broadcasting Corporation. Также выступал в театре, в частности, в 2013 году играл в таких пьесах как «Гамлет» и «Двенадцатая ночь».
Первая известность к нему пришла после главных ролей в комедийных фильмах — «Клуб „Школа“» (2017) режиссёра Кайла Райдаута, «Алекс Стрейнджлав» (2018) Крейга Джонсона и «Прибор» (2018) Джейка Шимански.

## Фильмография
| Год  |    | Русское название           | Оригинальное название         | Роль                 |
| ---- | -- | -------------------------- | ----------------------------- | -------------------- |
| 2017 | с  | Сверхъестественное         | Supernatural                  | Джэррод Хейз         |
| 2017 | ф  | Клуб «Школа»               | Adventures in Public School   | Лиам Хип             |
| 2018 | ф  | Алекс Стрейнджлав          | Alex Strangelove              | Алекс Трулав         |
| 2018 | ф  | Прибор                     | The Package                   | Шон Флойд            |
| 2019 | мс | Ниндзяго. Мастера Кружитцу | Ninjago: Masters of Spinjitzu | Джимми (озвучивание) |
| 2021 | с  | Новый вишнёвый вкус        | Brand New Cherry Flavor       | Джонатан Бёрк        |
| 2021 | с  | День мертвецов             | Day of the Dead               | Люк Боуман           |
| 2023 | с  | Счастливчик Хэнк           | Lucky Hank                    | Расселл              |
| 2024 | ф  | Безмолвное братство        | The Order                     | Уолтер Уэст          |